# Ryo Kubota
Ryo Kubota (født 8. april 1991) er en japansk fodboldspiller, som spiller for den japanske fodboldklub Thespakusatsu Gunma.